# Хань Тяньюй
Хань Тянью́й (кит. упр. 韩天宇, пиньинь Han Tianyu, род. 3 июня 1996 года в Фушуне провинции Ляонин) — китайский шорт-трекист, серебряный и бронзовый призёр Олимпийских игр 2014 года и серебряный призёр Олимпийских игр 2018 года, 4-кратный чемпион мира, многократный призёр чемпионатов мира.

## Биография
Хань Тяньюй родился в 1996 году, по национальности — монгол. С 6-летнего возраста начал кататься на роликовых коньках в Фушуне. С 2002 по 2006 год он выиграл 8 национальных чемпионатов и 5 чемпионатов провинций, в общей сложности завоевав 20 медалей. В этот период он познакомился с Лян Вэньхао, с которым занимались катанием на роликовых коньках. В 2006 году Хань Тяньюй по рекомендации отца Лян Вэньхао начал заниматься шорт-треком.
В 2011 году он выиграл чемпионат Китая по шорт-треку на дистанции 1500 метров и в многоборье. В январе 2012 года Хань Тяньюй впервые принял участие в 12-х Национальных зимних играх, где занял 5-е место в беге на 1500 м, 4-е место в беге на 3000 м и 5-е место в многоборье. Тогда же был выбран в национальную сборную. В феврале на юниорском чемпионате мира в Мельбурне завоевал серебряные медали в беге на 500 м и в эстафете, а также выиграл бронзу в личном многоборье.
В октябре 2012 года дебютировал на Кубке мира в Калгари, и на 2-м этапе в Монреале поднялся на 2-е место в эстафете. Следом в Нагое и Сочи занял 3-е места в эстафетных гонках. В феврале 2013 года на юниорском чемпионате мира в Варшаве выиграл серебряную медаль в беге на 500 м и две золотые на дистанциях 1000 м и 1500 м и в общем зачёте многоборья занял 2-е место. В марте на чемпионате мира в Будапеште стал 5-м в эстафете.
В сентябре 2013 года на Кубке мира в Шанхае занял 5-е место в беге на 1500 м и в ноябре в Коломне стал 4-м в беге на 1000 м. На зимних Олимпийских играх 2014 года в Сочи 17-летний Тяньюй завоевал серебряную медаль в беге на 1500 метров среди мужчин, установив лучший результат китайских спортсменов на этой дистанции, а также завоевал бронзовую медаль в мужской эстафете. В забегах на 500 м и 1000 м он занял 5-е места.
После олимпиады на чемпионате мира в Монреале выиграл серебряную медаль в беге на 1500 м и в общем зачёте многоборья занял 6-е место. В ноябре на Кубке мира в Солт-Лейк-Сити занял 2-е место в эстафетной гонке, а в феврале 2015 года выиграл в Эрзуруме в беге на 1500 м и в эстафете, и в Дрездене выиграл бронзу в эстафете. В марте на чемпионате мира в Москве Тяньюй занял 2-е место в беге на 500 м и завоевал золотую медаль в мужской эстафете. 
В сезоне 2015/16 на Кубке мира в Монреале выиграл в беге на 1000 м и в эстафете, следом в Торонто занял 3-е место в эстафете и в Нагое 2-е место. На 13-х Национальных зимних играх выиграл золотую медаль в беге на 1500 м, серебряную медаль в беге на 500 м и выиграл золотую медаль в беге на 1000 м со временем 1:24,894 сек, побив национальный рекорд. 
В марте на чемпионате мира в Сеуле он выиграл золотую медаль в беге на 1500 м со временем 2:17,355, что стало первой золотой медалью для китайской сборной по шорт-треку в 41-летней истории чемпионатов мира, и победил в суперфинале на 3000 м, в итоге выиграл золото в общем зачёте многоборья, а после и в эстафете. На Кубке мира в сезоне 2016/17 занял 2-е место в беге на 500 м и выиграл в эстафете на этапе в Солт-Лейк-Сити, и в Шанхае победил также в эстафете.
В феврале 2017 года на зимних Азиатских играх в Саппоро выиграли золотую медаль в мужской эстафете. 13 марта на чемпионате мира в Роттердаме Хань Тянью́й вместе с товарищами по команде выиграл серебряную медаль в эстафете. В октябре на Кубке мира в Будапеште выиграл бронзу в беге на 1000 м и серебро в эстафете, в Дордрехте занял 3-е место вновь в эстафете.
В январе 2018 года на Национальном чемпионате по шорт-треку он завоевал серебряную медаль в беге на 500 м. Из-за рецидива старой травмы спины во время тренировки в Шанхае Тяньюй не поехал на открытие Олимпиады в Пхёнчхан. 13 февраля на зимних Олимпийских играх в Пхёнчхане в беге на 1000 м его дисквалифицировали за фол в квалификационном забеге, а в эстафете завоевал серебряную медаль с командой.
На чемпионате мира в Монреале он получил травму и занял только 16-е место в многоборье. В октябре в Элитной лиге на кубке Китая выиграл золотую медаль в смешанной эстафете на 2000 м. В ноябре на Кубке мира в Солт-Лейк-Сити занял 2-е место в смешанной эстафете, в Монреале стал 3-м в беге на 1000 м и 1-м в смешанной эстафете, а в декабре в Нагое победил в мужской эстафете. В Шанхае занял 2-е место в беге на 1500 м и одержал победу в беге на 1000 м. 
В феврале 2020 года в Дордрехте занял 1-е место в смешанной эстафете и 3-е место в мужской эстафете. 28 декабря 2020 года он выиграл первые национальные соревнования по шорт-треку в сезоне 2020/21 годов, заняв 2-е место в национальном чемпионате на дистанции 1500 метров. В январе 2021 года он представлял эстафетную команду Центра управления ледовыми видами спорта Цзилиньского спортивного бюро и занял 3-е место в мужской эстафете на Национальном чемпионате. В Олимпийском сезоне  он не показывал хороших результатов и пропустил отбор на Олимпиаду в Пекине, после чего извинился в соцсетях.

## Личная жизнь
Вечером 8 июня 2018 года Хань Тяньюй опубликовал видео с предложением через социальные платформы. На видео он держит в руке розу, скользит по белому льду в сторону своей возлюбленной Лю Цюхун, опускается на одно колено и дает клятву в любви. Впервые они встретились в 2008 году на соревнованиях, когда были ещё детьми. В августе 2014 года между ними официально установились романтические отношения. 19 июня 2018 года Хань Тяньюй и Лю Цюхун провели свадебную церемонию, а 30 июля 2019 года у них родился сын Лео. Его родители отец Хань Найчэн, и мать-Чжао Яньли никогда не занимались спортом, а сам Хань воспитывался бабушкой и дедушкой.